# 연제패
연제 패(攣鞮霸, ? ~ ?)는 후한 초기의 제후이다.

## 행적
아버지 연제양의 뒤를 이어 귀덕후(歸德侯)에 봉해졌으나, 영평 14년(71년) 죄를 지어 작위가 박탈되었다.

## 출전
- 반고, 《한서》 권17 경무소선원성공신표

| 선대 아버지 연제양 | 후한의 귀덕후 ? ~ 71년 | 후대 (봉국 폐지) |